# Кассам (оружие)

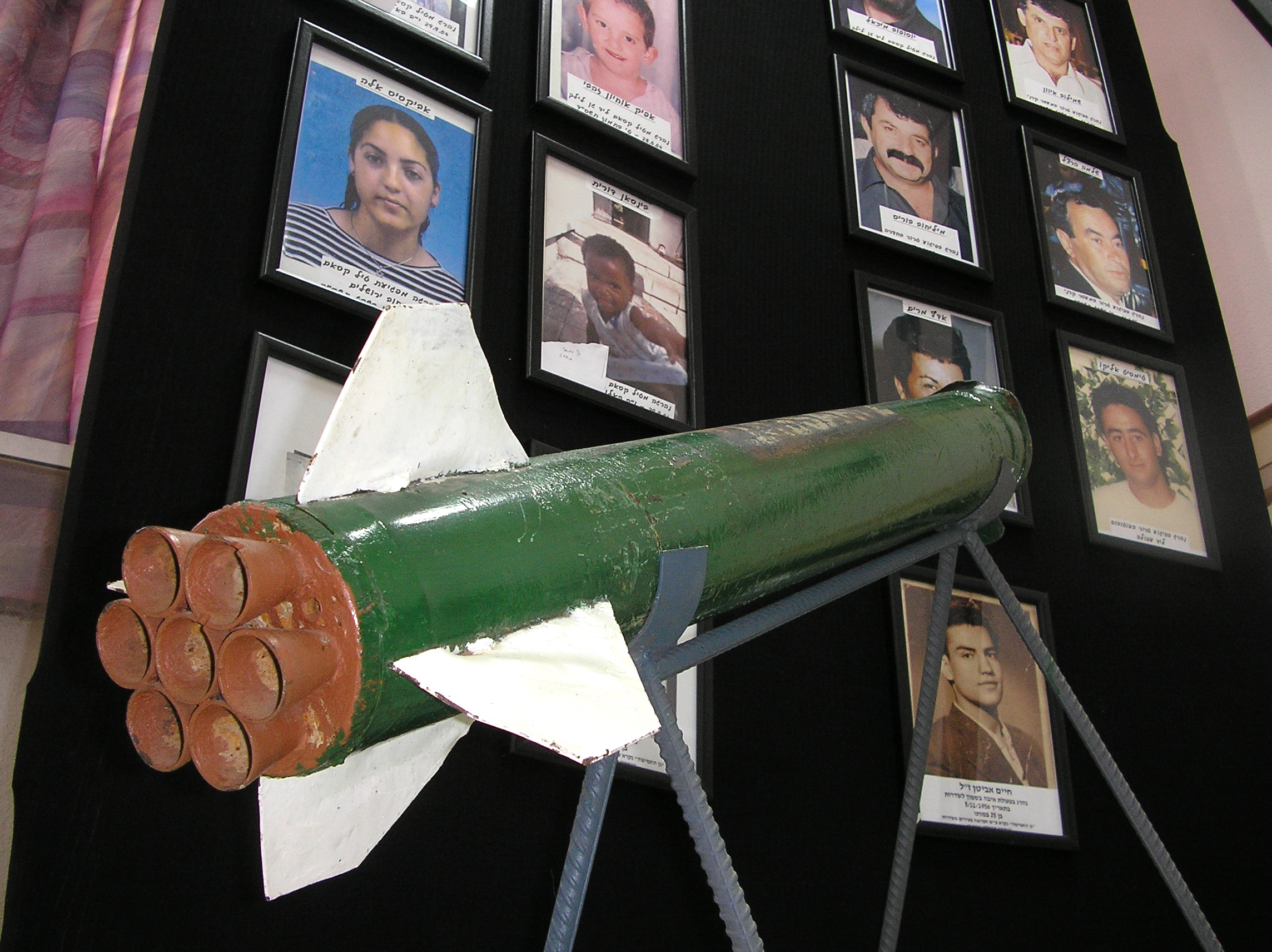
Ракета «кассам», установленная в Сдероте на фоне фотографий его жителей, убитых в результате обстрелов из Сектора Газа.

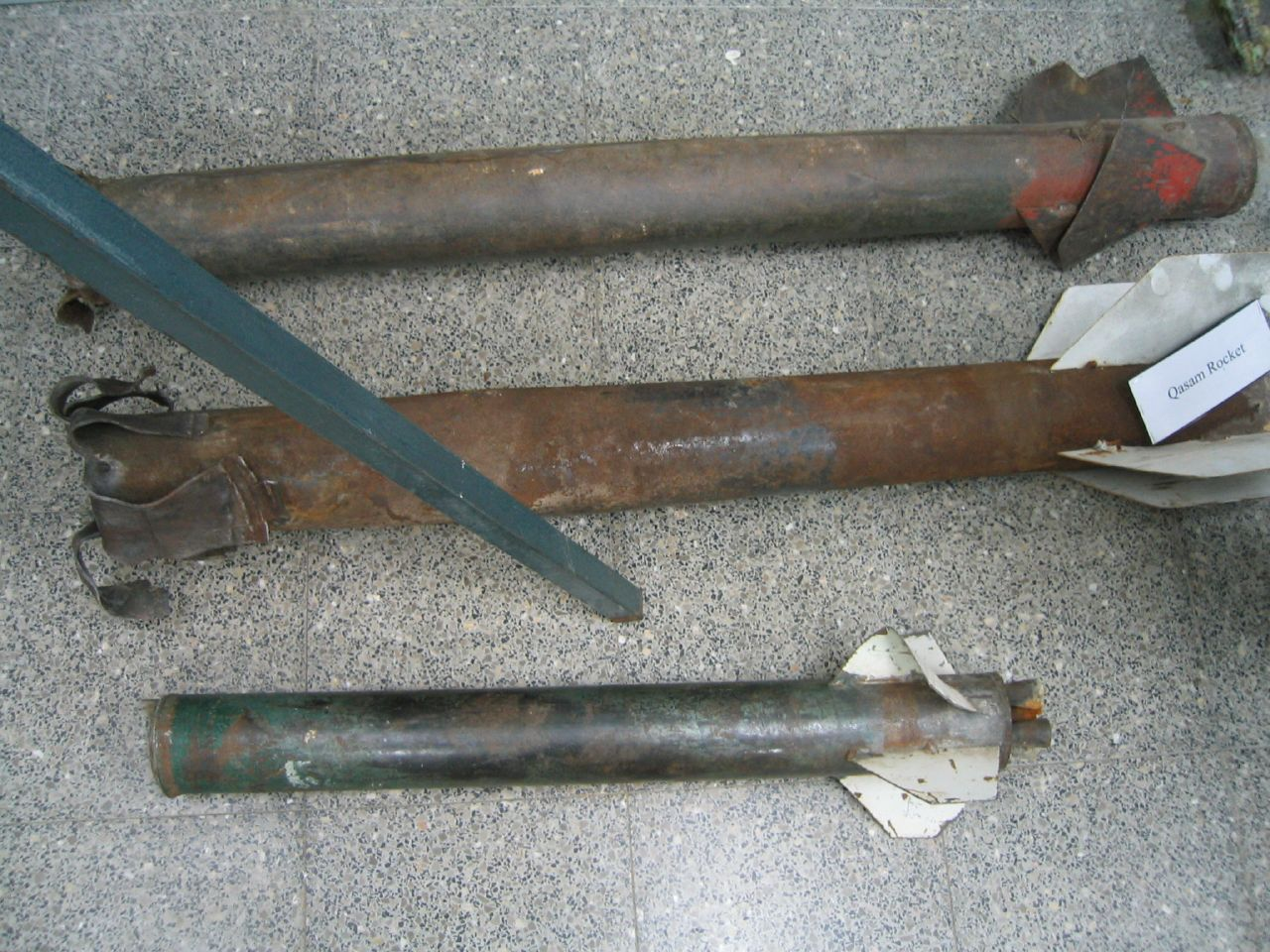
Фрагменты ракет «Кассам»

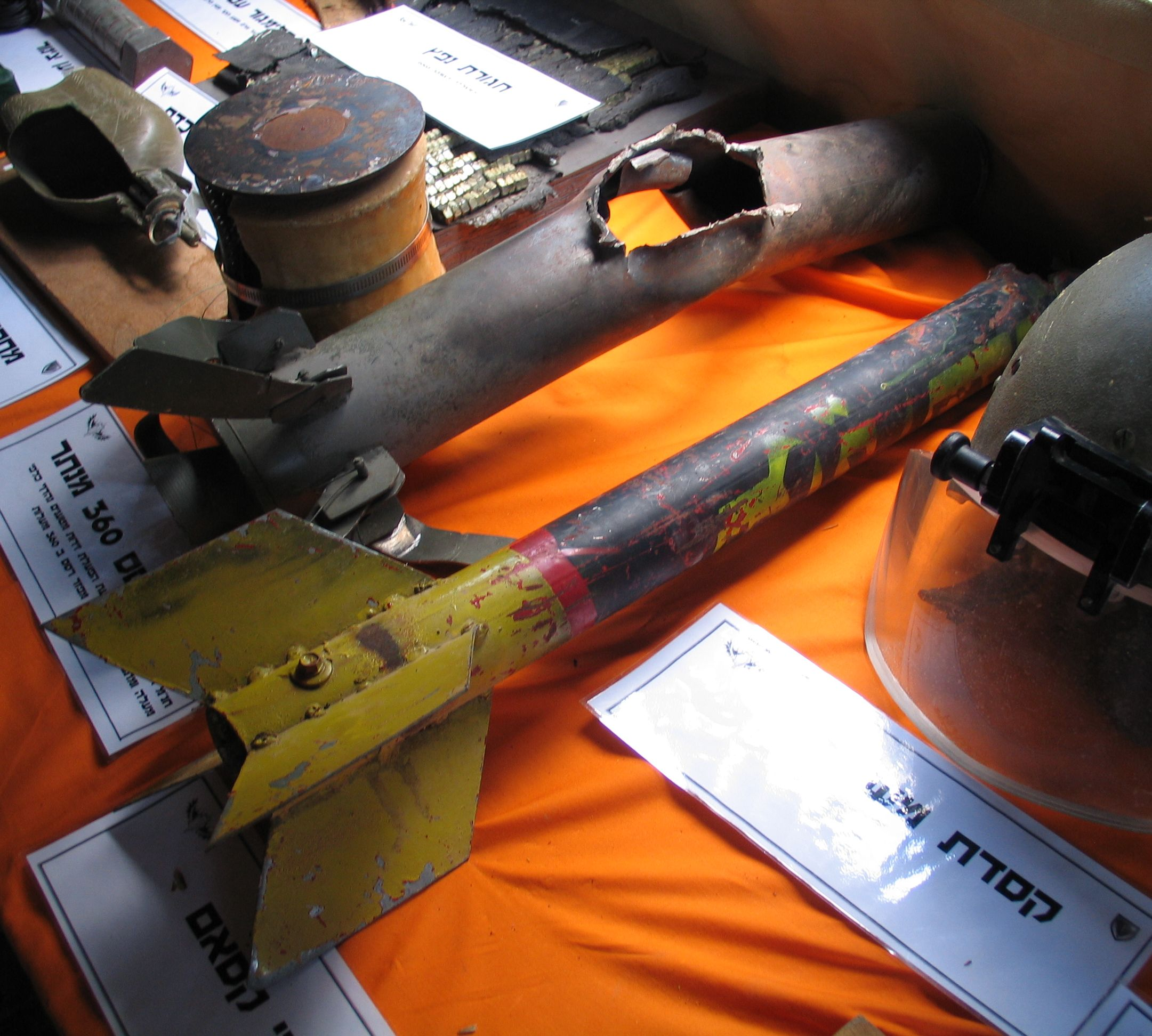
Фрагменты

«Кассам» (араб. القسام‎) — твердотопливный неуправляемый реактивный снаряд «земля – земля» кустарного изготовления.
Назван по имени Изз ад-Дина аль-Кассама (1882—1935), влиятельного исламского священнослужителя, руководителя арабской военизированной организации «Чёрная рука» в подмандатной Палестине.
Первый «Кассам» поднялся в воздух в октябре 2001 года в разгар Второй интифады. Но лишь в марте 2002 боевикам удалось достать до израильского города Сдерот. С тех пор, бо́льшая часть ракет запускается в сторону Сдерота (расстояние от границ сектора Газа — 4 км) или Ашкелона (9 км).

## Обстрелы Израиля

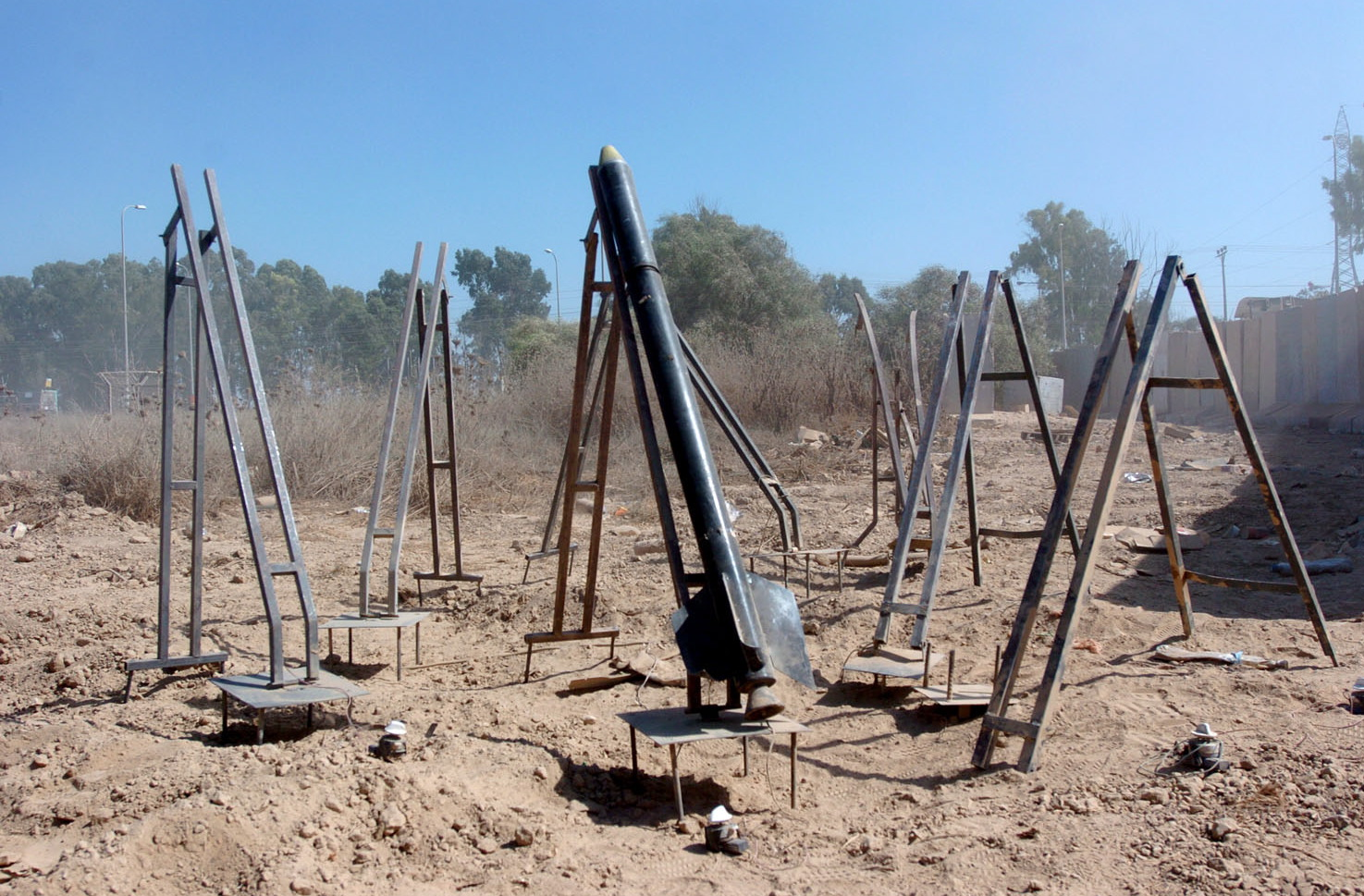
Пусковые установки

|        | Обстрелов | Ракет    | Сбиты системой ПРО                  | Убито | Ранено |
| ------ | --------- | -------- | ----------------------------------- | ----- | ------ |
| 2001   | 5         | 5        | Нет системы ПРО                     | 0     | 0      |
| 2002   | 17        | ок. 20   | Нет системы ПРО                     | 0     | 0      |
| 2003   | 80        | ок. 100  | Нет системы ПРО                     | 0     | 0      |
| 2004   | 118       | ок. 260  | Нет системы ПРО                     | 5     | 46     |
| 2005   | 123       | ок. 270  | Нет системы ПРО                     | 3     | 26     |
| 2006   | 580       | ок. 1020 | Система в разработке                | 2     | 36     |
| 2007   | 437       | ок. 760  | 1 (Испытание)                       | 2     | 125    |
| 2008   | 560       | ок. 1490 | Система в разработке                | 7     | 162    |
| 2009   | 302       | ок. 570  | 1 (Испытание)                       | 0     | 42     |
| 2010   | 86        | ок. 100  | Система в разработке                | 1     | 2      |
| 2011   | 118       | ок. 185  | 16 (Система принята на вооружение)  | 2     | 21     |
| 2012   | 875       | ок. 1506 | 421 (Система принята на вооружение) | 5     | 240    |
| Всего: | 3301      | ок. 6286 | 439                                 | 27    | 700    |

## Характеристика ракет «Кассам»

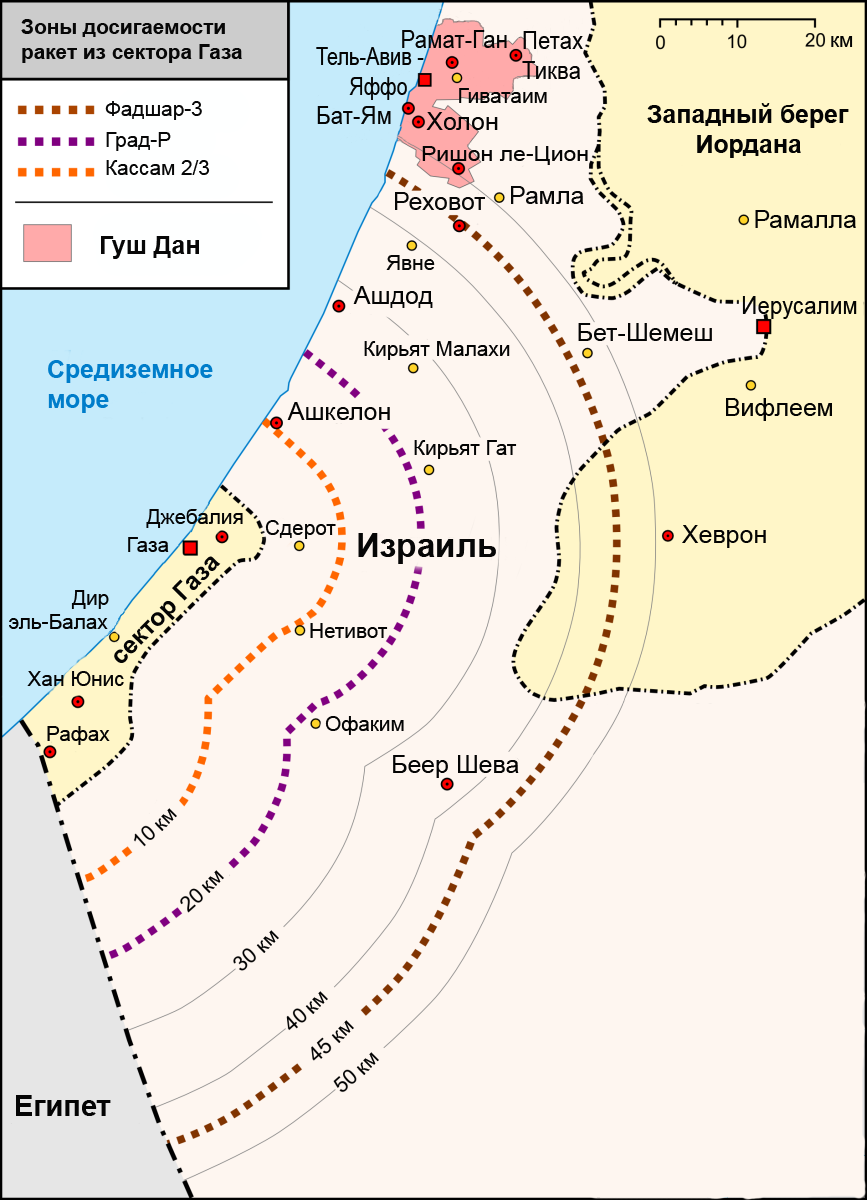
Дальность полёта ракет «Кассам», 2008 год (оранжевый пунктир)

Эта примитивная ракета класса «земля-земля», оснащённая только обычной боеголовкой, может нанести ущерб зданиям и людям, не находящимся в защищённом помещении. Она изготовлена из трубы, в которую помещена взрывчатка. В хвостовой части ракеты устанавливается приспособление для особого вида горючего, при сгорании которого выделяется газ, истекающий назад и приводящий ракету в движение.
«Кассам» оснащают боевой частью весом в несколько килограммов, начинённой взрывчаткой. В сущности, это самодельная ракета, состоящая из металлической трубы длиной около 70 см, дальнобойность которой варьируется от 3 до 18 км.
Обстрел «Кассамами» отличается низкой точностью, поскольку пусковая установка этих ракет весьма примитивна и производится кустарными методами. Поэтому террористы направляют ракеты в сторону мест высокого скопления населения (обычно это поселения городского типа) для того, чтобы вероятность попадания была как можно выше, несмотря на неточность выстрела.

### Модификации ракеты
|                             | Кассам-1 | Кассам-2 | Кассам-3 | «Эль-Кудс»-101 |
| --------------------------- | -------- | -------- | -------- | -------------- |
| Длина (см)                  | 79       | 180      | 200      | 230            |
| Диаметр (см)                | 6        | 15       | 17       | 13             |
| Масса ракеты (кг)           | 5,5      | 32       | 90       | ?              |
| Масса боезаряда (кг)        | 0,5      | 5—7      | 10       | ?              |
| Максимальная дальность (км) | 3        | 8—10     | 10       | 16             |